# Maliivka, Bereznehuvate
Maliivka (în ucraineană Маліївка) este localitatea de reședință a comunei Maliivka din raionul Bereznehuvate, regiunea Mîkolaiiv, Ucraina.

## Demografie
Componența lingvistică a localității Maliivka
     Rusă (64,05%)
     Ucraineană (33,53%)
     Română (1,65%)
     Alte limbi (0,1%)
Conform recensământului din 2001, majoritatea populației localității Maliivka era vorbitoare de rusă (64,05%), existând în minoritate și vorbitori de ucraineană (33,53%) și română (1,65%).